# Từ Ôn
Từ Ôn (giản thể: 徐温; phồn thể: 徐溫; bính âm: Xú Wēn, 862-20 tháng 11 năm 927), tên tự Đôn Mỹ (敦美), gọi theo thụy hiệu là Tề Trung Vũ Vương (齊忠武王), sau được Từ Tri Cáo truy thụy hiệu Vũ hoàng đế và miếu hiệu Nghĩa Tổ (義祖), là một đại tướng và người phụ chính của nước Ngô thời Ngũ Đại Thập Quốc. Ông liên kết với Trương Hạo để ám sát Hoằng Nông vương Dương Ác và sau đó lại giết Trương Hạo, đoạt lấy quyền lực của Hoằng Nông (tức Ngô). Ông vẫn là người nắm giữ việc quân chính trên thực tế trong thời gian trị vì của Dương Long Diễn và đầu thời gian trị vì của Dương Phổ. Sau khi ông qua đời, con nuôi của ông là Từ Tri Cáo kế nhiệm ông trong việc cai quản Ngô, người này sau đó soán vị và lập ra nước Nam Đường.

## Thân thế
Từ Ôn sinh năm 862, dưới triều đại của Đường Ý Tông. Ông là người Cù Sơn, Hải châu. Khi còn trẻ, ông làm nghề buôn lậu muối (triều Đường giữ độc quyền buôn bán muối). Mẹ của ông mang họ Chu. Sau đó, ông trở thành một sĩ quan dưới quyền Lư châu thứ sử Dương Hành Mật.

## Phụng sự Dương Hành Mật
Từ Ôn thoạt đầu không thể hiện được bản thân trong các chiến dịch, mặc dù Lưu Uy (劉威) và Đào Nhã (陶雅) chỉ huy "Tam thập lục anh hùng", độc Từ Ôn chưa từng có chiến công. Năm 889, trong cuộc chiến tranh giành Hoài Nam giữa Dương Hành Mật và Tôn Nho, Dương Hành Mật chiếm được Tuyên châu sau một thời gian bao vây. Theo ghi chép, chư tướng đều tranh nhau vàng và lụa, độc có Từ Ôn chiếm cứ vựa thóc, nấu cháo rồi phát cho những người bị đói ở Tuyên châu.
Năm 895, Hoài Nam tiết độ sứ Dương Hành Mật chiếm được Hào châu, các binh sĩ bắt được một đứa trẻ 8 tuổi (âm), Dương Hành Mật thoạt đầu đem về nhà nuôi dưỡng như con. Tuy nhiên, trưởng tử của Dương Hành Mật là Dương Ác lại ghét đứa trẻ này, do vậy Dương Ác quyết định trao lại đứa bé cho Từ Ôn; Từ Ôn đặt tên cho đứa trẻ là Từ Tri Cáo và giao đứa trẻ cho nhị phu nhân là Lý thị nuôi dưỡng. Từ Tri Cáo được mô tả là cần hiếu, Từ Ôn yêu mến người con nuôi này.
Năm 902, Dương Hành Mật lên kế hoạch tiến công Tuyên Vũ tiết độ sứ Chu Toàn Trung. Khi đó, hầu hết các tướng lại đều chủ trương dùng cự hạm để vận lương, song Từ Ôn phản đối và chỉ ra rằng các kênh đào bị ứ đọng trong một thời gian dài và cự hạm sẽ khó đi qua; và ông chủ trương dùng tiểu đĩnh để vận lương. Tuy nhiên, ý kiến của ông không được lắng nghe, và sau đó quả nhiên quân Hoài Nam bị cản trở do cự hạm chở lương thực lớn không tới được (trong khi các tiểu đĩnh thì đi qua được) và buộc phải triệt thoái, từ đó Dương Hành Mật xem trọng Từ Ôn và bắt đầu cho ông cùng nghị quân sự.
Năm 903, Dương Hành Mật phải đối diện với cuộc nổi dậy của chư hầu là Ninh Quốc tiết độ sứ Điền Quân và Nhuận châu đoàn luyện sứ An Nhân Nghĩa (安仁義). Thoạt đầu, Dương Hành Mật khiển Vương Mậu Chương (王茂章) đem quân tiến công An Nhân Nghĩa, song Vương Mậu Chương không thể giành được thắng lợi. Dương Hành Mật lại khiển Từ Ôn đem binh đến tăng viện cho Vương Mậu Chương. Từ Ôn lệnh cho binh sĩ đổi y phục và kỳ xí giống như binh của Vương Mậu Chương. An Nhân Nghĩa không biết rằng quân tăng viện đã đến, vì thế không đề phòng, và bị Từ Ôn đánh bại. (Tuy nhiên, lúc này Nhuận châu vẫn chưa thất thủ.) Cũng trong năm đó, Dương Hành Mật nhận được tin rằng Chu Diên Thọ (朱延壽, đệ của Chu phu nhân) đồng ý tham gia nổi dậy cùng Điền Quân và An Nhân Nghĩa và dự định khởi sự tại Thọ châu. Nghe theo ý của khách Nghiêm Khả Cầu (嚴可求), Từ Ôn đề xuất với Dương Hành Mật giả bộ bị mù để bẫy Chu Diên Thọ, thậm chí là cả Chu thị. Sau đó, Dương Hành Mật triệu Chu Diên Thọ trở về Dương châu, Dương Hành Mật và Từ Ôn phục kích giết chết Chu Diên Thọ. Sau khi Chu Diên Thọ bị giết, Dương Hành Mật bổ nhiệm Từ Ôn là Hữu nha chỉ huy sứ.
Năm 904, khi Tuyên châu quan sát sứ Đài Mông (台濛) qua đời, Dương Hành Mật cho Dương Ác đi làm chủ Tuyên châu, Từ Ôn nói với Dương Ác: "Vương nằm bệnh song đích tự lại bị đưa đi xa, vậy tất là mưu của gian thần. Nếu có ngày nhận được lệnh triệu hồi, nếu không phải là sứ giả của Ôn cùng với vương lệnh thư, chớ đừng về gấp". Dương Ác rớt nước mắt cảm tạ Từ Ôn rồi ra đi.
Năm 905, khi bệnh tình nặng hơn, Dương Hành Mật triệu hồi Dương Ác từ Tuyên châu trở về Dương châu để giao phó lại Hoài Nam, tiết độ phán quan Chu Ẩn (周隱) phản đối vì cho rằng Dương Ác là một người kế nhiệm không phù hợp. Chu Ẩn đề xuất rằng Dương Hành Mật nên ủy thác lại Hoài Nam cho Lưu Uy (劉威), với chỉ thị rằng quyền lực sẽ được trao lại cho một trong số các nhi tử của Dương Hành Mật khi họ lớn lên, song Từ Ôn và Trương Hạo (張顥) thì cho rằng việc này là bất khả thi. Đến khi Dương Hạo lại bảo Chu Ẩn triệu kiến Dương Ác, Chu Ẩn soạn thảo lệnh song trì hoãn việc gửi đi. Tuy nhiên, Từ Ôn và Trương Hạo phát hiện ra và truyền lệnh đi. Dương Hành Mật cho Dương Ác giữ chức Hoài Nam lưu hậu, và không lâu sau thì hoăng. Theo thỉnh cầu của các tướng tá Hoài Nam, Lý Nghiễm (李儼) "thừa chế" bổ nhiệm Dương Ác kế nhiệm Dương Hành Mật.

## Phụng sự Dương Ác
Sau khi thôn tính Trấn Nam vào năm 906, Dương Ác trở nên ngạo mạn và cố chấp. Dương Ác xử tử Chu Ẩn, khiến các quan lại lo sợ. Mặc dù vẫn trong thời kỳ để tang Dương Hành Mật, song Dương Ác vẫn ngày đêm tiệc tùng vui đùa. Khi Từ Ôn và Trương Hạo đẫm lệ khuyên can, Dương Ác giận dữ nói với họ: "Nếu thấy ta bất tài, sao không giết ta rồi tự mình cai quản?" Điều này khiến Từ và Trương sợ hãi, do vậy quay sang lập mưu chống Dương Ác. Thoạt đầu, Từ Ôn và Trương Hạo phái ba chỉ huy sứ Chu Tư Kình (朱思勍), Phạm Tư Tòng (范思從), và Trần Phan (陳璠) đem thân binh hợp với Tần Bùi (秦裴) bình định Trấn Nam, sau đó lại phái Trần Hựu (陳祐) đi trừ khử họ tại doanh trại của Tần Bùi với tội danh mưu phản. Dương Ác hay tin thì liền chuẩn bị hạ sát Từ Ôn và Trương Hạo, song hai người lại ra tay trước. Vào mùa xuân năm 907, Từ Ôn và Trương Hạo đem 200 nha binh dưới quyền nhập đình, xưng là tiến hành binh gián. Họ trừ khử một nhóm các thân tín của Dương Ác và sau đó việc quân chính đều quy về hai người Từ Ôn và Trương Hạo, Dương Ác không thể quản nổi. Nếu như có quan lại nào không đồng ý với Từ Ôn và Trương Hạo, hai người sẽ tìm ra cớ để xử tử.
Cũng trong năm 907, Chu Toàn Trung soán vị triều Đường và lập ra triều Hậu Lương. Dương Ác cùng với Tấn vương Lý Khắc Dụng, Kỳ vương Lý Mậu Trinh, Thục vương Vương Kiến từ chối công nhận Hoàng đế Hậu Lương, tiếp tục sử dụng niên hiệu "Thiên Hựu" của triều Đường.
Dương Ác tiếp tục không thể kiểm soát nổi quyền lực của Trương Hạo và Từ Ôn, song vẫn cố gắng tìm cách. Trương Hạo và Từ Ôn nhận thấy vị thế của họ mong manh nên quyết định sát hại Dương Ác, rồi cùng nhau phân chia lãnh địa và quy phục Hậu Lương. Vào ngày 9 tháng 6 năm 908, Trương Hạo khiển kì đảng Kỉ Tường (紀祥) đem người đến sát hại Dương Ác trong tẩm thất. (Từ Ôn chỉ ra rằng nếu đem quân của nhiều người tiến vào thì có thể họ sẽ không phối hợp với nhau, vì thế chỉ có quân lính của Trương Hạo hành động.) Theo ghi chép, khi các sát thủ bước vào tẩm thất của Dương Ác, Dương Ác cố thuyết phục họ quay sang chống lại Trương Hạo và Từ Ôn, hứa sẽ cho họ làm thứ sử, song Kỉ Tường vẫn ải sát Dương Ác. Trương Hạo và Từ Ôn sau đó tuyên bố rằng Dương Ác bạo hoăng. Sau đó Trương Hạo tôn Dương Long Diễn làm Hoằng Nông vương.

## Thời Dương Long Diễn
Sau đó, Trương Hạo cố gắng đẩy Từ Ôn ra khỏi quân phủ, đi nhậm chức Chiết Tây quan sát sứ, song Nghiêm Khả Cầu thuyết phục Từ Ôn và Hoài Nam tiết độ phó sứ Lý Thừa Tự (李承嗣) rằng Trương Hạo có ý định muốn loại bỏ họ; sau đó Từ Ôn kiếm cớ để được ở lại Dương châu. Sau khi Trương Hạo thất bại trong một nỗ lực ám sát Nghiêm Khả Cầu, Nghiêm Khả Cầu và Từ Ôn lên kế hoạch lật đổ Trương Hạo. Sau đó, Từ Ôn thuyết phục được Tả giám môn vệ tướng quân Chung Thái Dương (鍾泰章) cùng tham gia vào âm mưu. Vào đêm ngày 18 tháng 6, Chung Thái Dương đem quân tiến vào nha đường, giết chết Trương Hạo cùng thân cận. Sau đó, Từ Ôn đổ tội ám sát Dương Ác cho một mình Trương Hạo, được Dương Long Diễn bổ nhiệm là Tả hữu nha đô chỉ huy sứ, xử lý quân phủ sự. Từ Ôn ủy thác việc quân cho Nghiêm Khả Cầu, ủy thác việc chi kế cho Lạc Tri Tường (駱知祥), và theo ghi chép thì cả Nghiêm Khả Cầu và Lạc Tri Tường đều có tài, Hoằng Nông được cai quản tốt. Bản thân Từ Ôn được mô tả là trầm nghị, tự phụng, và giản kiệm. Tuy không biết chữ, song khi phải quyết định về vấn đề pháp lý, ông sẽ bảo người khác đọc cho mình nghe trước khi quyết định theo tình và lý.
Năm 909, do tin rằng Kim Lăng là một địa điểm chiến lược trong việc kiểm soát Trường Giang bằng chiến hạm, Hoài Nam hành quân phó sứ Từ Ôn tự lĩnh chức Thăng châu thứ sử, song khiển Nguyên Tòng chỉ huy sứ Từ Tri Cáo đi quản lý chiến hạm ở Kim Lăng, giữ chức Thăng châu đội sát kiêm Lâu thuyền phó sứ. Cũng vào năm đó, khi Phủ châu thứ sử Nguy Toàn Phúng (危全諷) (quy phục trên danh nghĩa cả Hoằng Nông và Hậu Lương) quay sang chống lại Hoằng Nông và xưng là Trấn Nam tiết độ sứ, theo đề xuất của Nghiêm Khả Cầu, Từ Ôn khiển Chu Bản (周本) suất quân đi đánh Nguy Toàn Phúng. Kết quả, Chu Bản đánh bại và bắt được Nguy Toàn Phúng, Hoằng Nông thôn tính Phủ châu.
Năm 910, Vạn Toàn Cảm (萬全感) trở về Dương châu sau khi đi sứ sang Tấn và Kỳ, người này tuyên bố rằng Kỳ vương Lý Mậu Trinh "thừa chế" phong cho Dương Long Diễn tước Ngô vương, do vậy Hoằng Nông từ nay được gọi là Ngô.
Cũng vào năm 910, mẹ của Từ Ôn là Chu thị qua đời. Khi các tướng lại chuẩn bị lễ tế, họ cho làm một tượng người bằng gỗ cao vài thước, mặc gấm, định đốt tượng gỗ để tế. Từ Ôn chỉ ra rằng gấm nên được trao cho người nghèo thay vì đem đốt. Ông chính thức rời khỏi triều đình để chịu tang mẹ, song không lâu sau đó, Dương Long Diễn chính thức triệu ông về, phục vị Nội ngoại mã bộ quân đô quân sứ, lĩnh Nhuận châu quan sát sứ.
Việc Từ Ôn tiếp tục nắm quyền cai quản quân chính khiến cho một số tướng lĩnh cao cấp của Ngô bất bình: Trấn Nam tiết độ sứ Lưu Uy (劉威), Thiệp châu  quan sát sứ Đào Nhã (陶雅), Tuyên châu quan sát sứ Lý Ngộ (李遇), và Thường châu thứ sử Lý Giản (李簡), họ đều có công lao và địa vị cao hơn trong quân đội so với Từ Ôn khi Dương Hành Mật còn sống. Khi quán dịch sứ Từ Giới (徐玠) đi sứ sang Ngô Việt, Từ Ôn lệnh cho Từ Giới dừng lại ở Tuyên châu, cố thuyết phục Lý Ngộ đến Quảng Lăng yết kiến Dương Long Diễn, song không thành công. Khi Từ Ôn biết tin, ông ta tức giận và khiển Đô chỉ huy sứ Sài Tái Dụng (柴再用), cho Từ Tri Hạo làm phó, suất binh lính bốn châu: Thăng, Nhuận, Trì, Thiệp đi tiến công Tuyên châu. Từ Ôn sau đó sai điển khách Hà Nhiêu (何蕘) nhân danh Dương Long Diễn nói: "Nếu Công dứt khoát quyết tâm làm phản, thỉnh trảm Nhiêu để thể hiện, nếu không thì theo Nhiêu ra khỏi thành." Lý Dục sau đó đầu hàng nhưng Từ Ôn vẫn lệnh cho Sài Tái Dụng xử tử Lý Dục cùng gia quyến. Sau sự việc này, các quan lại khác không dám phản đối Từ Ôn nữa
Từ Ôn cũng nghe được lời đồn rằng Lưu Uy có kế hoạch chống lại ông, vì thế chuẩn bị thảo phạt Lưu Uy. Lưu Uy cố gắng xua tan nghi ngờ bằng việc tiến về Dương châu cùng với Đào Nhã, yết kiến Dương Long Diễn. Từ Ôn hậu đãi Lưu Uy và Đào Nhã, rồi cùng với họ đến gặp Lý Nghiễm và đề nghị Lý Nghiễm "thừa chế" trao cho Dương Long Diễn chức Thái sư và Ngô vương. Từ Ôn lĩnh Trấn Hải tiết độ sứ, Đồng bình chương sự (tể tướng trên danh nghĩa), Hoài Nam hành quân tư mã. Sau đó, ông khiển Lưu Uy và Đào Nhã hoàn trấn, thể hiện rằng ông không nghi ngờ họ.
Năm 913, Ngô Việt vương Tiền Lưu, khiển các nhi tử Tiền Truyền Quán, Tiền Truyền Liệu (錢傳鐐), và Tiền Truyền Anh (錢傳瑛) tiến công Thường châu của Ngô, họ chiến bại trước quân Ngô do Từ Ôn và tướng Trần Hựu (陳祐) thống lĩnh, nhiều binh sĩ Ngô Việt tử chiến.
Cũng vào năm 913, tướng Vương Cảnh Nhân của Hậu Lương tiến hành chiến dịch chống Ngô, tiến đến Thọ châu và Lư châu. Từ Ôn và Bình Lô tiết độ sứ Chu Cẩn (朱瑾) suất chư tướng cự chiến, kết quả giành được chiến thắng, gây thương vong lớn cho quân Hậu Lương.
Năm 915, Từ Ôn bổ nhiệm trưởng tử là Nha nội đô chỉ huy sứ Từ Tri Huấn (徐知訓) làm Hoài Nam hành quân phó sứ, Nội ngoại mã bộ chư quân phó sứ. Sau đó, Từ Ôn bổ nhiệm mình là Quản nội thủy lục mã bộ chư quân đô chỉ huy sứ, Lưỡng Chiết đô chiêu thảo sứ, thủ Thị trung, phong tước Tề quốc công, trấn Nhuận châu và tuần thuộc 6 châu: Thăng, Nhuận, Thường, Tuyên, Thiệp Trì; để Từ Tri Huấn ở lại Quảng Lăng (Dương châu) bình chính, vẫn là người quyết định việc quân chính của Ngô như trước. Năm 917, Từ Ôn chuyển căn cứ đến Thăng châu, bổ nhiệm Từ Tri Cáo là Nhuận châu thứ sử.
Trong vài năm sau đó, Từ Tri Huấn dần dần tăng cường quyền lực, song lại tỏ ra ngạo mạn với các quan lại khác và thậm chí còn bất kính với Ngô chủ Dương Long Diễn. Năm 918, Chu Cẩn tiến hành binh biến, giết chết Từ Tri Huấn, song đến khi bị Trạch Kiền (翟虔) bao vây, Chu Cẩn tự sát. Từ Tri Cáo nhanh chóng vượt Trường Giang đến Dương châu để ổn định tình hình, Từ Ôn đến sau và quyết định giết chết Lý Nghiễm và Mễ Chí Thành (米志誠) do tin rằng hai người này đồng mưu với Chu Cẩn. Từ Ôn còn muốn đồ sát toàn bộ các quan lại mà ông nghi ngờ là đồng đảng với Chu Cẩn, song sau khi được Từ Tri Cáo và Nghiêm Khả Cầu thông báo về thái độ ngạo mạn của Từ Tri Huấn, Từ Ôn dừng truy cứu. Do toàn bộ các nhi tử đều còn trẻ, Từ Ôn cho Từ Tri Cáo ở lại Dương châu thay thế vị trí của Từ Tri Huấn, còn ông trở về Thăng châu.
Trong khi đó, Từ Ôn lệnh cho tướng Lưu Tín (劉信) suất quân đi tiết công Bách Thắng tiết độ sứ Đàm Toàn Bá (譚全播) — người trên danh nghĩa quy phục cả Ngô và Hậu Lương — nhằm thôn tính Bách Thắng. Lưu Tín có thể đẩy lui quân cứu viện của Ngô Việt, Sở vương Mã Ân, và Mân vương Vương Thẩm Tri, song không thể chiếm được thủ phủ Kiền châu (虔州) của Bách Thắng. Do đó, Lưu Tín cầu hòa với Đàm Toàn Bá, song Từ Ôn khi được Lưu Tín thông báo thì tức giận và khiển Lưu Ngạn Anh (劉英彥)- nhi tử của Lưu Tín- suất 3.000 quân và nói với Lưu Ngạn Anh rằng: "Phụ thân ngươi ở trên đất thượng du, lại có binh lính đông gấp 10 lần, nếu như không thể hạ được một thành thì là làm phản. Ngươi có thể đem số binh này đến cùng phụ thân ngươi làm phản" Khi Lưu Ngạn Anh đến doanh trại của Lưu Tín và truyền lại lời của Từ Ôn, Lưu Tín trở nên lo sợ và quyết định lại bao vây Kiền châu. Cuối cùng, Kiền châu thất thủ, Lưu Tín bắt được Đàm Toàn Bá, Bách Thắng quân về tay Ngô.
Trong khi đó, Nghiêm Khả Cầu chỉ ra rằng Hậu Lương liên tiếp chiến bại dưới tay Lý Tồn Úc- đang chuẩn bị xưng là hoàng đế Đường, còn Ngô do vẫn xưng là chư hầu của triều Đường thì nay cần khẳng định sự độc lập về chính trị, Từ Ôn nghe theo ý của Nghiêm Khả Cầu và cố gắng thúc giục Dương Long Diễn xưng đế trước. Năm 919, Dương Long Diễn xưng là Ngô quốc vương và bắt đầu thi hành lễ tiết hoàng đế. Từ Ôn được bổ nhiệm làm Đại thừa tướng, Đô đốc trung ngoại chư quân sự, chư đạo đô thống, Trấn Hải-Ninh Quốc tiết độ sứ, thủ Thái úy, kiêm Trung thư lệnh, phong tước Đông Hải quận vương.
Cuối năm 919, Ngô Việt lại tiến công Thường châu, Từ Ôn đích thân suất quân cự chiến mặc dù khi đó ông đang bị bệnh. Kết quả, Từ Ôn đánh bại quân Ngô Việt ở Vô Tích và bắt được nhiều tù binh Ngô Việt. Sau chiến thắng, Từ Tri Cáo chủ trương đánh chiếm Tô châu. Tuy nhiên, Từ Ôn, nói rằng ông muốn để người dân nghỉ ngơi, và quyết định phóng thích các tù binh Ngô Biệt, đề xuất thiết lập hòa bình lâu dài với Tiền Lưu. Tiền Lưu chấp thuận và cũng phóng thích các tù binh Ngô, trong 20 năm sau đó giữa hai nước không có chiến tranh. Trong khi đó, cả Từ Ôn và Dương Long Diễn đều viết thư cho Tiền Lưu để thuyết phục người này tuyên bố độc lập với Hậu Lương, song không có kết quả. Từ Ôn lúc này cũng nghe được tin rằng tam đệ của Dương Long Diễn là Lư Giang quận công Dương Mông (楊濛) than thở về việc Dương gia bị mất thực quyền, do vậy trở nên cảnh giác Dương Mông; Từ Ôn do đó khiển Dương Mông ra ngoài kinh thành, đi nhậm chức Sở châu đoàn luyện sứ.
Mặc dù tuyên bố độc lập theo ý của Từ Ôn, song Dương Long Diễn không hài lòng trước việc này, và sau đó ông ta uống nhiều rượu rồi bị ốm. Năm 920, do bệnh tình của Dương Long Diễn rất xấu, Từ Ôn trở về Dương châu. Một số thuộc hạ đề xuất ông nên soán vị, song ông từ chối. Thay vào đó, Từ Ôn bỏ qua Dương Mông, và ban chỉ nhân danh Dương Long Diễn để triệu tứ đệ là Đan Dương quận công Dương Phổ về Dương châu giám quốc (trên danh nghĩa). Dương Long Diễn sau đó qua đời, Dương Phổ trở thành quốc vương của Ngô.

## Thời Dương Phổ trị vì
Năm 921, theo ý của Từ Ôn, Dương Phổ tế Nam Giao, mục đích là khẳng định Thiên mệnh. (Các quan lại khác cố gắng can ngăn Từ Ôn vì cho rằng phải chịu phí tổn lớn, song ông nói rằng có thể tiến hành nghi thức này một cách tiết kiệm mà không cần phải chi phí nhiều như triều Đường.)
Năm 923, Lý Tồn Úc xưng là hoàng đế Đường (tức Hậu Đường Trang Tông). Khi Hậu Đường và Hậu Lương chuẩn bị cho một cuộc cuộc chiến quyết định, hoàng đế Hậu Đường đề nghị Ngô cùng hợp binh tiến công Hậu Lương. Tuy nhiên, vào thời điểm này Ngô cũng bắt đầu nhận thấy Hậu Đường là một mối đe dọa, vì thế Từ Ôn dự tính khiển một hạm đội tiến về phía bắc, hỗ trợ bên nào chiếm ưu thế. Nghiêm Khả Cầu sau đó can gián, cho rằng sẽ khó xử nếu Hậu Lương cũng yêu cầu hợp binh, Từ Ôn do vậy quyết định không hành động.
Cũng trong năm 923, Hậu Đường chiếm được kinh đô Đại Lương của Hậu Lương, hoàng đế Chu Trấn của Hậu Lương tự sát. Hậu Đường sau đó khiển sứ giả đến Ngô và Tiền Thục để thông báo việc diệt Lương, cả hai nước đều khiếp sợ. Từ Ôn thoạt đầu oán trách Nghiêm Khả Cầu rằng khi trước không nên ngăn ông hợp binh, Nghiêm Khả Cầu chỉ ra rằng Hậu Đường Trang Tông trở nên kiêu ngạo sau chiến thắng và không còn cai quản tốt, và bày tỏ mình tin rằng Hậu Đường Tràng Tông sẽ mất ngôi vị trong vòng vài năm.
Vẫn trong năm 923, sau khi Thọ châu đoàn luyện sứ Chung Thái Chương bị buộc tội biển thủ tiền mua quan mã, Từ Tri Cáo bổ nhiệm Trừ châu thứ sử Vương Nhẫm (王稔) thay thế chức vụ của Chung Thái Chương, giáng Chung Thái Chương làm Nhiêu châu thứ sử. Từ Ôn triệu Chung Thái Chương đến Kim Lăng để đích thân thẩm vấn, song đến khi Chung Thái Chương từ chối biện hộ cho bản thân, Từ Ôn thả người này ra. Từ Tri Cáo muốn trừng phạt Chung Thái Chương hơn nữa, song Từ Ôn nói rằng nếu không có Chung Thái Chương thì ông đã chết dưới tay Trương Hạo, và từ chối. Thay vào đó, Từ Ôn cho nhi tử của Từ Tri Cáo là kết hôn với nhi nữ của Chung Thái Chương nhằm hòa giải.
Năm 924, khi Dương Phổ đến cảng Bạch Sa để xem xét lâu thuyền, Từ Ôn và Từ Tri Cáo đều đến yết kiến Dương Phổ, và Dương Phổ nhân thời cơ này để than phiền về thân lại của Từ Ôn là Trạch Kiền (翟虔)- người mà Từ Ôn cho quản lý các môn, cung thành, võ bị; do Trạch Kiền đặt ra nhiều hạn chế trong việc di chuyển của Dương Phổ và theo dõi các động thái của ông. Từ Ôn đốn thủ (lạy đầu sát đất) tạ tội, thỉnh trảm Trạch Kiền, song Dương Ác nói rằng việc này không cần thiết mà chỉ cần lưu đày là đủ, do vậy Từ Ôn đày Trạch Kiền đến Phủ châu.
Năm 926, do bị ốm nên Tiền Lưu đã đến Y Cẩm quân tĩnh dưỡng, cho Tiền Truyền Quán xử lý chính sự tại quốc đô. Từ Ôn phái sứ giả đến, bề ngoài là nhằm chúc cho Tiền Lưu nhanh bình phục, song Tiền Lưu đã đánh giá chính xác rằng Từ Ôn đang cố tìm ra bệnh của mình để chuẩn bị tiến công, vì thế vẫn cố gắng tiếp sứ giả. Từ Ôn cho rằng Tiền Lưu không bị bệnh nên đã hủy bỏ kế hoạch tiến công. Sau đó, Tiền Lưu hồi phục và trở về Tiền Đường.
Sau khi Hậu Đường Trang Tông bị hành thích và Hậu Đường Minh Tông tức vị ở Trung Nguyên, quốc chủ Kinh Nam là Cao Quý Hưng tuyên bố độc lập. Năm 927, Cao Quý Hưng cho bắt ngựa mà Hậu Đường Minh Tông ban cho Mã Ân, đề nghị được làm thần của Ngô. Từ Ôn cho rằng việc nhận Kinh Nam làm chư hầu là không thực tế vì khoảng cách xa xôi, nên quyết định từ chối.
Trong nhiều năm, các tham mưu của Từ Ôn, trong đó có Nghiêm Khả Cầu, Trần Ngạn Khiêm (陳彥謙), và Từ Giới, chủ trương rằng Từ Ôn nên để một nhi tử thân sinh thay thế Từ Tri Cáo bình chính, trong khi Từ Tri Tuân (徐知詢) thì từ lâu đã thỉnh cầu được thay thế Từ Tri Cáo. Từ Ôn không muốn làm điều này vì Từ Tri Cáo siêng năng và hiếu thảo. Tuy nhiên, cuối năm 927, Từ Ôn từ Kim Lăng đến Giang Đô (tức Dương châu) để thúc giục Dương Phổ xưng đế, và nhân cơ hội này để tái bổ nhiệm Từ Tri Tuân và Từ Tri Cáo. Tuy nhiên, khi rời khỏi Kim Lăng, Từ Ôn lâm bệnh, vì thế ông ta khiển Từ Tri Tuân đem biểu dâng lên Dương Phổ. Từ Tri Cáo hay tin thì chuẩn bị từ vị và thỉnh được trao cho chức Trấn Nam tiết độ sứ, song Từ Ôn qua đời trước khi Từ Tri Tuân đến được Giang Đô. Từ Tri Huấn vội vã trở về Kim Lăng để lo hậu sự cho cha, Từ Tri Cáo vẫn phụ trách chính sự. Dương Phổ truy phong Từ Ôn là Tề vương. Sau khi Từ Tri Cáo soán vị Ngô gia và lập quốc Hậu Đường, ông ta cải danh tính thành Lý Biện, song vẫn truy thụy hiệu cho Từ Ôn là Vũ hoàng đế, miếu hiệu là Nghĩa Tổ.

## Gia quyến
Thê thiếp
- Bạch thị
- Lý thị
- Trần thị

Tử
- Từ Tri Huấn (徐知訓), bị Chu Cẩn giết năm 918
- Từ Tri Tuân (徐知詢, ? - 934), Đông Hải Khang vương
- Từ Tri Hối (徐知誨)
- Từ Tri Gián (徐知諫) (died 931)
- Từ Tri Chứng (徐知證), năm 937 được phong là Giang vương, sau cải phong Ngụy vương
- Từ Tri Ngạc (徐知諤, 905-939), năm 937 được phong là Nhiêu vương, sau cải phong Lương Hoài vương
- Quảng Đức công chúa, kết hôn với Lý Kiến Huân (李建勳)

Dưỡng tử
- Từ Tri Cáo (徐知誥), sau này Nam Đường Liệt Tổ Lý Biện (李昪)